# Palencia, Tây Ban Nha

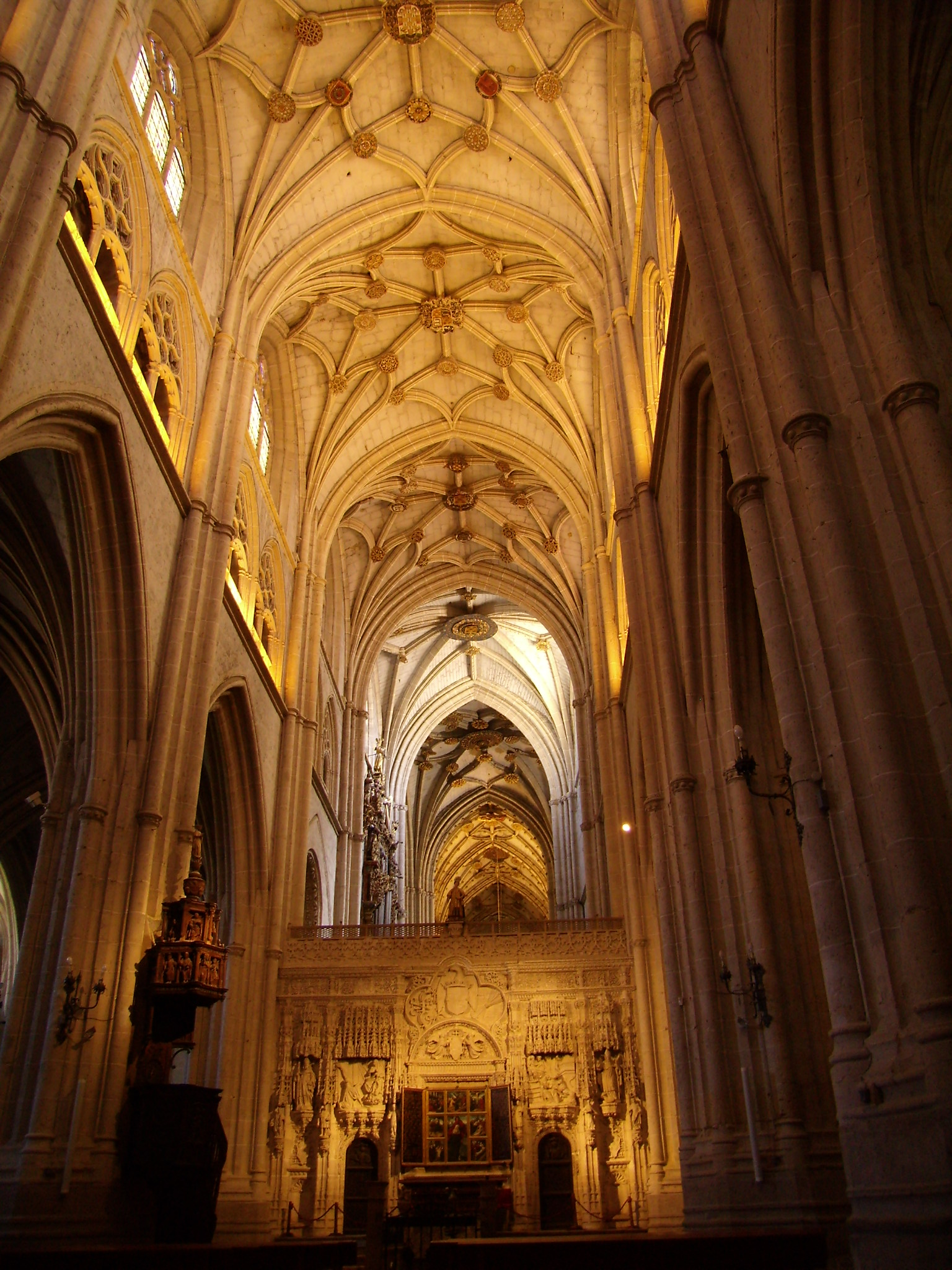
Nhà thờ chính tòa Palencia

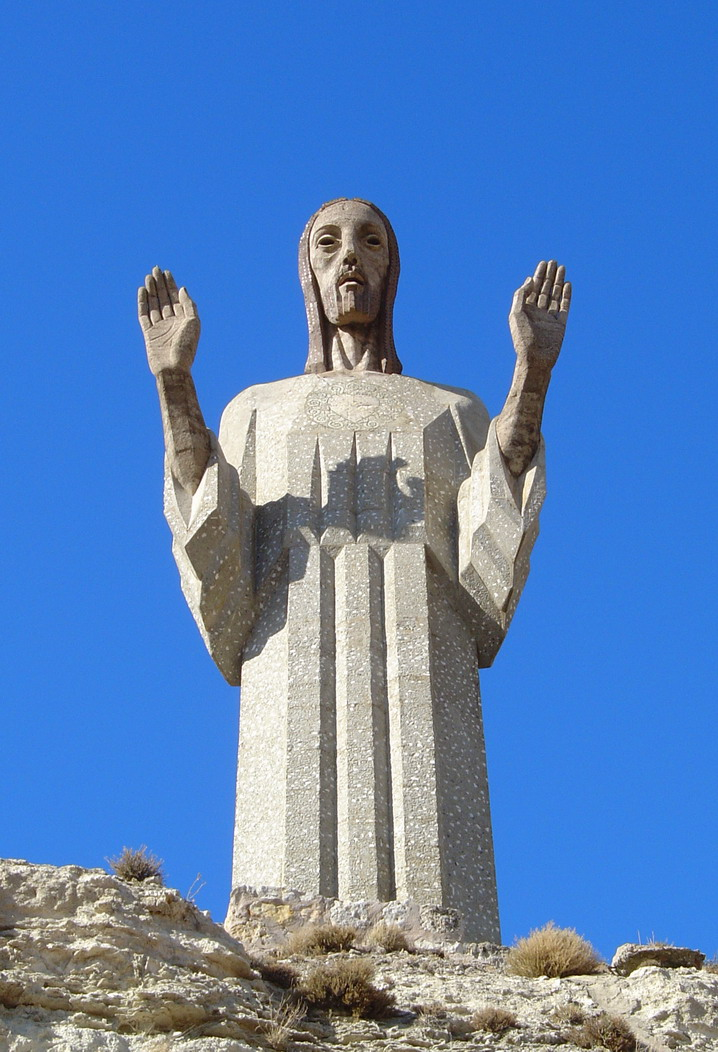
Cristo del Otero, tác phẩm của Víctorio Macho. Đây là tượng Chúa lớn thứ hai trên thế giới sau Tượng Chúa Cứu Thế ở Rio de Janeiro, Brasil.

Palencia là một đô thị trong tỉnh Palencia, Castile và León, Tây Ban Nha. Đây là thủ phủ của tỉnh Palencia. Dân số 80.801 người năm 2002.